# Заборечно
Заборечно (пол. Zaboreczno) — село в Польщі, у гміні Криниці Томашівського повіту Люблінського воєводства.
Населення — 91 особа (2011).
Розташоване на Закерзонні (в історичному Надсянні).
У 1975—1998 роках село належало до Замойського воєводства.

## Демографія
Демографічна структура станом на 31 березня 2011 року:
|          | Загалом | Допрацездатний вік | Працездатний вік | Постпрацездатний вік |
| -------- | ------- | ------------------ | ---------------- | -------------------- |
| Чоловіки | 47      | 12                 | 28               | 7                    |
| Жінки    | 44      | 9                  | 22               | 13                   |
| Разом    | 91      | 21                 | 50               | 20                   |